# ジ・オーバル
ジ・オーバル（The Oval、命名権で呼ぶ場合はThe Kia Oval）は、イングランド・ロンドン ランベス区のケニントンに位置するクリケット場。サリー・カウンティ・クリケット・クラブ（以下サリーCCCと呼ぶ）の本拠地であり、イギリスで最多、世界でもメルボルン・クリケット・グラウンドに次いで2番目に多くテストマッチを行っていた。

## 概要
1844年、かつての園芸農業場を改装し、翌1845年のサリーCCCの本拠と同時に完成。1868年にオーストラリアのアボリジニ人により編成されたチームとの国際試合が行われた他、1880年には後のジ・アッシズと呼ばれるテストマッチ第1戦の会場となった。
サッカーでも使われたことがあり、1870年から1889年までの12回、イングランドVSスコットランドの試合が行われていた。そして1872年にはFAカップ第1回大会の決勝会場としても使用され、1873年を除き1892年まで同地で決勝が行われていた。
ラグビーでは1872年から7回開催された。